# Dusminguet
Dusminguet is een Spaans/Catalaanse band uit La Garriga.
Dusminguet is opgericht in 1995. Overeenkomstig met andere mestizomuzikanten zoals Manu Chao, schrijven ze hun teksten in verschillende talen. Zo maken ze onder meer gebruik van het Catalaans, Spaans, Engels, Frans, Portugees en Arabisch. Eveneens is hun muziek zoals alle mestizomuziek een smeltkroes van verschillende muziekstijlen.
De plotselinge en dramatische dood van de bassist van de groep, Carlos Rivolta, die tijdens een concert in Guadalajara (Mexico) werd geëlektrocuteerd, bracht een volledige wijziging van plannen mee. Alle concerten werden afgelast en de groep concentreerde zich op de afwerking van hun derde CD: Go.
In januari 2004, na bijna 10 jaar op het podium te hebben gestaan, met een duizendtal concerten, drie eigen CD's en medewerking aan een hele reeks CD's van anderen, kondigde de groep zijn ontbinding aan.

## Bandleden
- Joan Garriga: zang en diatonische accordeon
- Martí Vilardebó: drums en zang
- Dani Portabella: gitaar en zang
- Carlos Rivolta: bas
- Beto Bedoya: percussie
- Tomás Arroyos: toetsen

## Discografie
- Vafalungo (1998 Virgin - Album)
- Postrof (2001 Virgin - Album)
- Go (2003 Virgin - Album)

## Contributies
- Radical Mestizo dos punto mil (2000 Revelde Discos - Compilatie)
- Fuerza Vol.1 (2000 Virgin - Compilatie)
- Wagner Pá: Folía (2000 Virgin - Single)
- Peret Rey de la Rumba (2000 Virgin - Compilatie)
- Fuerza Vol.2 (2001 Virgin - Compilatie)
- Lumbalú: Me Voy con el Gusto (2001 Ventilador Music - Album)
- Barcelona Zona Bastarda (2002 Organic Records - Compilatie)
- Per Palestina (2003 - Compilatie)
- Cultura de Resistencia II (2004 - Compilatie)
- Rauxa: S'ha Acabat el Seny (2005 Música Global - Album)